# Михайловка (Новоэкономический поселковый совет)
Миха́йловка (укр. Михайлівка) — село на Украине, находится в Покровском районе Донецкой области.
Код КОАТУУ — 1422783201. Население по переписи 2001 года составляет 60 человек. Почтовый индекс — 85344. Телефонный код — 623.

## Местный совет
85340, Донецкая область, Покровский р-н, пгт. Новоэкономическое, пр. Октябрьский, 7, тел. 5-37-2-42